# Berstfestigkeit
Die Berstfestigkeit, früher auch Berstwiderstand, ist ein Maß für die Widerstandsfähigkeit flächiger Materialien (Papiere, Pappen, Folien, Textilien) gegenüber lotrecht zur Fläche ausgeübtem Druck. Sie wird in Kilopascal angegeben.
Zur Bestimmung der Berstfestigkeit wird eine Probe des Materials in eine ringförmige Halterung gespannt und von oben gleichmäßig bis zum Bersten belastet. Die entsprechenden Normen sind: für Papier DIN EN ISO 2758; für Pappe DIN EN ISO 2759.
Das Verhältnis von Berstfestigkeit zu Flächengewicht ergibt bei Papieren den Berstindex.